# Mirbelieae
Mirbelieae és una tribu d'angiospermes que pertany a la subfamília faboideae dins de la família de les fabàcies. Aquesta tribu de lleguminoses és endèmica d'Austràlia. Les anàlisis filogenètiques suggereixen que Mirbelieae és un grup parafilètic respecte a Bossiaeeae.

## Gèneres
- Almaleea
- Aotus
- Brachysema
- Callistachys
- Chorizema
- Daviesia
- Dillwynia
- Erichsenia
- Euchilopsis
- Eutaxia
- Gastrolobium
- Gompholobium
- Isotropis
- Jacksonia
- Jansonia
- Latrobea
- Leptosema
- Mirbelia
- Nemcia
- Otion
- Oxylobium
- Phyllota
- Podolobium
- Pultenaea
- Sphaerolobium
- Stonesiella
- Urodon
- Viminaria